# رايموند فيكتوريا
رايموند فيكتوريا (بالهولندية: Raymond Victoria)‏ (10 أكتوبر 1972 بأوترخت في هولندا - ) هو لاعب كرة قدم هولندي في مركز الوسط. شارك مع منتخب هولندا تحت 19 سنة لكرة القدم ومنتخب جزر الأنتيل الهولندية لكرة القدم. أما مع النوادي، فقد لعب مع أدو دين هاغ وبايرن ميونخ ودي غرافشاب وفاينورد وفيلم تو تيلبورغ ونادي أيك لارنكا.

## وصلات خارجية
- رايموند فيكتوريا على موقع الاتحاد الدولي (مؤرشف)  (الإنجليزية)
- رايموند فيكتوريا على موقع قاعدة بيانات كرة القدم.إي يو (الإنجليزية)
- رايموند فيكتوريا على موقع ناشيونال فوتبول تيمز (الإنجليزية)
- رايموند فيكتوريا على موقع عالم كرة القدم.نت (الإنجليزية)